# Avellino (tỉnh)
Avellino là một tỉnh của Italia. Tỉnh lỵ là thành phố Avellino.
Tỉnh này có diện tích 2.792 km², và tổng dân số 429.178 người (năm 2001). Đô thị này có 119 đô thị (comuni), xem các đô thị tỉnh Avellino.